# UEFA Champions League 2023-24
UEFA Champions League 2023-24 var den 69. udgave af det europæiske klubmesterskab i fodbold; den 32. udgave siden relanceringen af turneringen som UEFA Champions League. Turneringen blev vundet af den spanske klub Real Madrid med en finalesejr over tyske Borussia Dortmund på 2-0.
Kvalifikationsrunderne blev spillet fra den 27. juni til den 30. august 2023, og gruppespil, knockoutfase og finale blev afviklet fra den 19. september 2023 til den 1. juni 2024 .
Finalen blev spillet på Wembley Stadium i London.
Manchester City F.C. er forsvarende mestre.
Vinderen af turneringen kvalificerede sig automatisk til gruppespillet i turneringen i 2024-25 og skulle spille mod vinderen af UEFA Europa League 2023–24 i 2024 UEFA Super Cup og blev også kvalificeret til 2025 FIFA Club World Cup, der blev spillet i USA.
2023-24 udgaven af Champions League var den sidste sæson med det mangeårige format med 32 hold i gruppespil, idet UEFA offentliggjorte, at der for 2024-25 udgaven af turneringen vil blive anvendt et nyt udvidet format.

## Deltagere
78 hold fra 53 af UEFA's 55 medlemsforbund deltager i 2023–24 UEFA Champions League (ikke deltagende forbund er Liechtenstein, der ikke organiserer en national liga, og Rusland). Antallet af hold fra hvert forbund bestemmes ud fra UEFA's koefficientliste:
- Forbund 1–4 deltager med hver fire hold.
- Forbund 5–6 deltager med hver tre hold.
- Forbund 7–15 (bortset fra Rusland) deltager med hver to hold.
- Forbund 16–55 (bortset fra Liechtenstein) deltager med hver ét hold.
- Vinderne af 2022–23 UEFA Champions League og UEFA Europa League 2022–23 deltager også, hvis ikke de har kvalificeret sig til deltagelse gennem deres nationale liga.

### Koefficientliste
For turneringen 2023–24 fastsættes antallets af hvert forbunds deltagere baseret på den koefficient, som forbundet har pr. 2022, der er baseret på resultaterne i UEFA's turneringer fra 2017–18 til 2021–22.
Udover allokeringen baseret på forbundets koefficient, kan et forbund have ekstra hold (højst 5) som følge af sejr i Europa League (UEL).
| Nr. | Forbund    | Koeff.  | Hold | Noter       |
| --- | ---------- | ------- | ---- | ----------- |
| 1   | England    | 106.641 | 4    |             |
| 2   | Spanien    | 96.141  | 4    | +1 (UEL)    |
| 3   | Italien    | 76.902  | 4    |             |
| 4   | Tyskland   | 75.213  | 4    |             |
| 5   | Frankrig   | 60.081  | 3    |             |
| 6   | Portugal   | 53.382  | 3    |             |
| 7   | Holland    | 49.300  | 2    |             |
| 8   | Østrig     | 38.850  | 2    |             |
| 9   | Skotland   | 36.900  | 2    |             |
| 10  | Rusland    | 34.482  | 0    | Note RUS[›] |
| 11  | Serbien    | 33.375  | 2    |             |
| 12  | Ukraine    | 31.800  | 2    |             |
| 13  | Belgien    | 30.600  | 2    |             |
| 14  | Schweiz    | 29.675  | 2    |             |
| 15  | Grækenland | 28.200  | 2    |             |
| 16  | Tjekkiet   | 27.800  | 1    |             |
| 17  | Norge      | 27.250  | 1    |             |
| 18  | Danmark    | 27.175  | 1    |             |
| 19  | Kroatien   | 27.150  | 1    |             |

| Nr. | Forbund             | Koeff. | Hold | Noter |
| --- | ------------------- | ------ | ---- | ----- |
| 20  | Tyrkiet             | 27.100 | 1    |       |
| 21  | Cypern              | 26.375 | 1    |       |
| 22  | Israel              | 24.375 | 1    |       |
| 23  | Sverige             | 22.875 | 1    |       |
| 24  | Bulgarien           | 19.500 | 1    |       |
| 25  | Rumænien            | 17.150 | 1    |       |
| 26  | Aserbajdsjan        | 17.000 | 1    |       |
| 27  | Ungarn              | 16.375 | 1    |       |
| 28  | Polen               | 15.875 | 1    |       |
| 29  | Kasakhstan          | 15.750 | 1    |       |
| 30  | Slovakiet           | 15.625 | 1    |       |
| 31  | Slovenien           | 15.000 | 1    |       |
| 32  | Hviderusland        | 12.500 | 1    |       |
| 33  | Moldova             | 11.250 | 1    |       |
| 34  | Litauen             | 10.000 | 1    |       |
| 35  | Bosnien-Hercegovina | 9.125  | 1    |       |
| 36  | Finland             | 8.875  | 1    |       |
| 37  | Luxembourg          | 8.750  | 1    |       |
| 38  | Letland             | 8.625  | 1    |       |

| Nr. | Forbund       | Koeff. | Hold | Noter       |
| --- | ------------- | ------ | ---- | ----------- |
| 39  | Kosovo        | 8.166  | 1    |             |
| 40  | Irland        | 8.125  | 1    |             |
| 41  | Armenien      | 8.125  | 1    |             |
| 42  | Nordirland    | 8.083  | 1    |             |
| 43  | Albanien      | 8.000  | 1    |             |
| 44  | Færøerne      | 7.250  | 1    |             |
| 45  | Estland       | 7.041  | 1    |             |
| 46  | Malta         | 7.000  | 1    |             |
| 47  | Georgien      | 7.000  | 1    |             |
| 48  | FYR Macedonia | 7.000  | 1    |             |
| 49  | Liechtenstein | 6.500  | 0    | Note LIE[›] |
| 50  | Wales         | 5.500  | 1    |             |
| 51  | Gibraltar     | 5.416  | 1    |             |
| 52  | Island        | 5.375  | 1    |             |
| 53  | Montenegro    | 4.875  | 1    |             |
| 54  | Andorra       | 4.665  | 1    |             |
| 55  | San Marino    | 1.332  | 1    |             |

### Fordeling
Følgen er oversigt over adgangslisten til 2023–24 sæsonen.
|                                  |                                  | Hold tilføjet i denne runde | Kvalificerede hold fra tidligere runde                                                        |
| -------------------------------- | -------------------------------- | --- | --------------------------------------------------------------------------------------------- |
| Preliminær runde (4 hold)        | Preliminær runde (4 hold)        | - 4 mesterhold fra forbund 52–55 |                                                                                               |
| 1. kvalifikationsrunde (30 hold) | 1. kvalifikationsrunde (30 hold) | - 29 mesterhold fra forbund 22–51 (bortset fra Liechtenstein)Note LIE[›] | - 1 vinder fra den præliminære runde                                                          |
| 2. kvalifikationsrunde (24 hold) | Champions Path (20 teams)        | - 5 mesterhold fra forbund 17–21 | - 15 vindere fra 1. kval.runde                                                                |
| 2. kvalifikationsrunde (24 hold) | League Path (4 hold)             | - 4 hold, der blev nr. 2 i ligaen i forbund 12–15 |                                                                                               |
| 3 kvalifikationsrunde (20 hold)  | Champions Path (12 hold)         | - 2 mesterhold fra forbund 15–16 | - 10 vindere fra 2. kval.runde (Champions Path)                                               |
| 3 kvalifikationsrunde (20 hold)  | League Path (8 hold)             | - 4 hold, der blev nr. 2. i ligaen i forbund 7–11 (undtagen Rusland)Note RUS[›] - 2 hold, der blev nr. 3. i ligane i forbund 5–6                                                                                              | - 2 vindere fra 2. kval.runde (League Path)                                                   |
| Play-off runde (12 hold)         | Champions Path (8 hold)          | - 2 mesterhold fra forbund 13–14 | - 6 vindere fra 3. kval.runde (Champions Path)                                                |
| Play-off runde (12 hold)         | League Path (4 hold)             | | - 4 vindere fra 3. kval.runde (League Path)                                                   |
| Gruppespil (32 hold)             | Gruppespil (32 hold)             | - Europa League vinder - 11 mesterhold fra forbund 1–12 (undtagen Rusland)Note RUS[›] - 6 hold, der blev nr. 2 i ligaen i forbund 1–6 - 4 hold, der blev nr. 3 i ligaen i forbund 1–4 - 4 hold, der blev nr. 4. i forbund 1–4 | - 4 vindere fra play-off runden (Champions Path) - 2 vindere fra play-off runde (League Path) |
| Knockout-fasen (16 hold)         | Knockout-fasen (16 hold)         | | - 8 gruppevindere fra gruppespillet - 8 hold, der blev nr. 2. i gruppespillet                 |

### Hold
Markeringen i parentesen viser, hvorledes holdet har kvalificeret sig til den indtrædende runde:
- TH: Champions League titelholder
- EL: Europa League titelholder
- 1., 2., 3., 4.: Position i ligaen i den forgangne sæson

Den anden kvalifikationsrunde, tredje kvalifikationsrunde og playoff-runden er opdelt i “Champions Path” (CH) og “League Path” (LP).
| Indtrædende runde          | Indtrædende runde          | Hold                   | Hold                     | Hold                         | Hold                   |
| -------------------------- | -------------------------- | ---------------------- | ------------------------ | ---------------------------- | ---------------------- |
| Gruppespil                 | Gruppespil                 | Manchester City (1.)TH | Sevilla (EL)             | Arsenal (2.)                 | Manchester United (3.) |
| Gruppespil                 | Gruppespil                 | Newcastle United (4.)  | Barcelona (1.)           | Real Madrid (2.)             | Atlético Madrid (3.)   |
| Gruppespil                 | Gruppespil                 | Real Sociedad (4.)     | Napoli (1.)              | Lazio (2.)                   | Inter Milan (3.)       |
| Gruppespil                 | Gruppespil                 | Milan (4.)             | Bayern München (1.)      | Borussia Dortmund (2.)       | RB Leipzig (3.)        |
| Gruppespil                 | Gruppespil                 | Union Berlin (4.)      | Paris Saint-Germain (1.) | Lens (2.)                    | Benfica (1.)           |
| Gruppespil                 | Gruppespil                 | Porto (2.)             | Feyenoord (1.)           | Red Bull Salzburg (1.)       | Celtic (1.)            |
| Gruppespil                 | Gruppespil                 | Røde Stjerne (1.)      | Shakhtar Donetsk (1.)    |                              |                        |
|                            |                            |                        |                          |                              |                        |
| Play-off runde             | CH                         | Antwerp (1.)           | Young Boys (1.)          |                              |                        |
|                            |                            |                        |                          |                              |                        |
| Tredje kvalifikationsrunde | CH                         | AEK Athens (1.)        | Sparta Prag (1.)         |                              |                        |
| Tredje kvalifikationsrunde | LP                         | Marseille (3.)         | Braga (3.)               | PSV Eindhoven (2.)           | Sturm Graz (2.)        |
| Tredje kvalifikationsrunde | LP                         | Rangers (2.)           | TSC (2.)                 |                              |                        |
|                            |                            |                        |                          |                              |                        |
| Anden kvalifikationsrunde  | CH                         | Molde (1.)             | F.C. København (1.)      | Dinamo Zagreb (1.)           | Galatasaray (1.)       |
| Anden kvalifikationsrunde  | CH                         | Aris Limassol (1.)     |                          |                              |                        |
| Anden kvalifikationsrunde  | LP                         | Dnipro-1 (2.)          | Genk (2.)                | Servette (2.)                | Panathinaikos (2.)     |
|                            |                            |                        |                          |                              |                        |
| Første kvalifikationsrunde | Første kvalifikationsrunde | Maccabi Haifa (1.)     | BK Häcken (1.)           | Ludogorets Razgrad (1.)      | Farul Constanța (1.)   |
| Første kvalifikationsrunde | Første kvalifikationsrunde | Qarabağ (1.)           | Ferencváros (1.)         | Raków Częstochowa (1.)       | Astana (1.)            |
| Første kvalifikationsrunde | Første kvalifikationsrunde | Slovan Bratislava (1.) | Olimpija Ljubljana (1.)  | BATE Borisov (3.)[Note BLR]  | Sheriff Tiraspol (1.)  |
| Første kvalifikationsrunde | Første kvalifikationsrunde | Žalgiris (1.)          | Zrinjski Mostar (1.)     | HJK (1.)                     | Swift Hesperange (1.)  |
| Første kvalifikationsrunde | Første kvalifikationsrunde | Valmiera (1.)          | Ballkani (1.)            | Shamrock Rovers (1.)         | Urartu (1.)            |
| Første kvalifikationsrunde | Første kvalifikationsrunde | Larne (1.)             | Partizani (1.)           | KÍ (1.)                      | Flora (1.)             |
| Første kvalifikationsrunde | Første kvalifikationsrunde | Ħamrun Spartans (1.)   | Dinamo Tbilisi (1.)      | Struga (1.)                  | The New Saints (1.)    |
| Første kvalifikationsrunde | Første kvalifikationsrunde | Lincoln Red Imps (1.)  |                          |                              |                        |
|                            |                            |                        |                          |                              |                        |
| Præliminær runde           | Præliminær runde           | Breiðablik (1.)        | Budućnost Podgorica (1.) | Atlètic Club d'Escaldes (1.) | Tre Penne (1.)         |

Noter
1. ^ Belarus (BLR): Shakhtyor Soligorsk vandt den hviderussiske liga og Energetik-BGU Minsk blev nr. 2, men begge hold blev af af det hviderussiske forbund fundet skyldige i match-fixing, hvor pladsen til kvalifikationen gik til ligaens nr. 3, BATE Borisov.[8]
2. ^ Liechtenstein (LIE): De syv hold i  Liechtenstein spiller i det schweiziske ligasystem.
3. ^ Rusland (RUS): Den 28. Februar 2022 blev det russiske fodboldforbund suspenderet af FIFA and UEFA som følge af Ruslands invasion af Ukraine.[9] The tables reflect Russia's ongoing suspension from UEFA competitions.[10]

## Program
Turneringens program er følgende: Alle kampe spilles på tirsdage og onsdage bortset fra den præliminære runde og finalen.
| Fase          | Runde                       | Lodtrækning       | Første kamp                             | Anden kamp                              |
| ------------- | --------------------------- | ----------------- | --------------------------------------- | --------------------------------------- |
| Kvalifikation | Preliminær runde            | 13. juni 2023     | 27. juni 2023 (semi-finaler)            | 30. juni 2023 (finale)                  |
| Kvalifikation | Første kvalifikations runde | 20. juni 2023     | 11.–12. juli 2023                       | 18.–19. juli 2023                       |
| Kvalifikation | Anden kvalifikations runde  | 21. juni 2023     | 25.–26. juli 2023                       | 1.–2. august 2023                       |
| Kvalifikation | Tredje kvalifikations runde | 24. juli 2023     | 8.–9. august 2023                       | 15. august 2023                         |
| Play-off      | Play-off runde              | 7. august 2023    | 22–23. august 2023                      | 29–30. august 2023                      |
| Gruppespil    | Kampdag 1                   | 31. august 2023   | 19–20. september 2023                   | 19–20. september 2023                   |
| Gruppespil    | Kampdag 2                   | 31. august 2023   | 3–4 oktober 2023                        | 3–4 oktober 2023                        |
| Gruppespil    | Kampdag 3                   | 31. august 2023   | 24–25 oktober 2023                      | 24–25 oktober 2023                      |
| Gruppespil    | Kampdag 4                   | 31. august 2023   | 7.–8. november 2023                     | 7.–8. november 2023                     |
| Gruppespil    | Kampdag 5                   | 31. august 2023   | 28.–29. november 2023                   | 28.–29. november 2023                   |
| Gruppespil    | Kampdag 6                   | 31. august 2023   | 12.–13. december 2023                   | 12.–13. december 2023                   |
| Knockoutfase  | 1/8-dels finaler            | 18. december 2023 | 13.–14. & 20.–21. februar 2024          | 5.–6. & 12.–13. marts 2024              |
| Knockoutfase  | Kvartfinaler                | 15. marts 2024    | 9.–10. april 2024                       | 16.–17. april 2024                      |
| Knockoutfase  | Semifinaler                 | 15. marts 2024    | 30. april – 1. maj 2024                 | 7.–8. maj 2024                          |
| Knockoutfase  | Finale                      | 15. marts 2024    | 1. juni 2024 på Wembley Stadium, London | 1. juni 2024 på Wembley Stadium, London |

## Kvalifikation

### Præliminær runde
Deltagerne i den præliminære runde bestod af mesterholdene fra de fire lavest rangerede ligaer, San Marino (Tre Penne), Andorra (Atlètic Club d'Escaldes), Montenegro (Budućnost Podgorica) og Island (Breiðablik). De fire hold spillede en mini-turnering med semifinale og og en finale. Vinderen af miniturneringen gik videre. De to semifinaler blev spillet den 27. juni 2023 og finalen den 30. juni 2023. Alle kampe blev spillet på Kópavogsvöllur i Kópavogur i Island.
| Hold 1                  | Resultat | Hold 2              |
| ----------------------- | -------- | ------------------- |
| Atlètic Club d'Escaldes | 0–3      | Budućnost Podgorica |
| Tre Penne               | 1–7      | Breiðablik          |

| Hold 1              | Resultat | Hold 2     |
| ------------------- | -------- | ---------- |
| Budućnost Podgorica | 0–5      | Breiðablik |

### Første kvalifikationsrunde

#### Seedning
30 hold deltog i den første kvalifikationsrunde: 29 hold indtrådte i turneringen på dette stade samt vinderen af kvalifikationsrunden. Seedning er baseret på holdenes UEFA koefficient. De deltagende hold blev inddelt i tre grupper med seedede og useedede hold.
| Gruppe 1                                                                         | Gruppe 1                                             | Gruppe 2                                                         | Gruppe 2                                                                     | Gruppe 3                                                                     | Gruppe 3                                                                  |
| Seedet                                                                           | Useedet                                              | Seedet                                                           | Useedet                                                                      | Seedet                                                                       | Useedet                                                                   |
| -------------------------------------------------------------------------------- | ---------------------------------------------------- | ---------------------------------------------------------------- | ---------------------------------------------------------------------------- | ---------------------------------------------------------------------------- | ------------------------------------------------------------------------- |
| - Ferencváros - Ludogorets Razgrad - Žalgiris - Shamrock Rovers - The New Saints | - KÍ - Breiðablik[†] - BK Häcken - Ballkani - Struga | - Qarabağ - Slovan Bratislava - HJK - Flora - Olimpija Ljubljana | - Lincoln Red Imps - Raków Częstochowa - Valmiera - Larne - Swift Hesperange | - Sheriff Tiraspol - BATE Borisov - Astana - Maccabi Haifa - Zrinjski Mostar | - Dinamo Tbilisi - Partizani - Farul Constanța - Urartu - Ħamrun Spartans |

Noter
1. † Vinder af den preliminære runde.

Første kamp i første kvalifikationsrunde blev spillet den 11. eller 12. juli og den anden kamp blev spillet den 18. eller 19. juli 2023.
Vinderne går videre til anden kvalifikationsrunde. 13 af de 15 tabende hold overgår til anden kvalifikationsrunde i Europa Conference League Champions Path og to af de tabende hold får adgang til tredje kvalifikationsrunde i Conference League.
| Hold 1             | Samlet | Hold 2             | 1. kamp | 2. kamp    |
| ------------------ | ------ | ------------------ | ------- | ---------- |
| BK Häcken          | 5-1    | The New Saints     | 3–1     | 2-0        |
| Ballkani           | 2-4    | Ludogorets Razgrad | 2–0     | 0-4        |
| Shamrock Rovers    | 1-3    | Breiðablik         | 0–1     | 1-2        |
| Žalgiris           | 2-1    | Struga             | 0–0     | 2-1        |
| KÍ                 | 3-0    | Ferencváros        | 0–0     | 3-0        |
| Olimpija Ljubljana | 4-2    | Valmiera           | 2–1     | 2-1        |
| HJK                | 3-2    | Larne              | 1–0     | 2-2 e.f.s. |
| Lincoln Red Imps   | 1-6    | Qarabağ            | 1–2     | 0-4        |
| Raków Częstochowa  | 4-0    | Flora              | 1–0     | 3-0        |
| Slovan Bratislava  | 3-1    | Swift Hesperange   | 1–1     | 2-0        |
| Farul Constanța    | 1-3    | Sheriff Tiraspol   | 1–0     | 0-3 e.f.s. |
| Ħamrun Spartans    | 1-6    | Maccabi Haifa      | 0–4     | 1-2        |
| Urartu             | 6-7    | Zrinjski Mostar    | 0–1     | 6-6 (str.) |
| Partizani          | 1-3    | BATE Borisov       | 1–1     | 0-2        |
| Astana             | 3-2    | Dinamo Tbilisi     | 1–1     | 2-1        |

Noter
1. 1 2  Taberen får adgang til 3. kval.runde til ECL.

### Anden kvalifikationsrunde
I alt 24 hold deltog i anden kvalifikationsrunde. De var inddelt i to spor:
- Champions Path (20 hold): De 15 vindere fra første kvalifikationsrunde og fem mesterhold, der indtrådte på dette stadie af kvalifikationsturneringen. De fem indtrædende mesterhold var Molde, F.C. København, Dinamo Zagreb, Galatasaray og Aris Limassol.
- League Path (4 hold): De fire indtrædende hold i denne runde var Genk, Dnipro-1, Servette og Panathinaikos.

Seedning af holdene var baseret på holdenes klubkoefficient.
Første kamp i anden kvalifikationsrunde blev spillet den 25. og 26. juli med returkampene den 1. og 2. august 2023. Vinderne gik videre til tredje kvalifikationsrunde i det respektive spor. De tabende hold i Champions Path-sporet gik videre til tredje kvalifikationsrunde i Europa League (Champions Path) og de tabende hold i League Path-sporet gik videre til tredje kvalifikationsrunde i Europa League (Main Path).
| Hold 1             | Samlet | Hold 2             | 1. kamp | 2. kamp               |
| ------------------ | ------ | ------------------ | ------- | --------------------- |
| Žalgiris           | 2-3    | Galatasaray        | 2-2     | 0-1                   |
| Ludogorets Razgrad | 2-3    | Olimpija Ljubljana | 1-1     | 1-2                   |
| Raków Częstochowa  | 4-3    | Qarabağ            | 3-2     | 1-1                   |
| KÍ                 | 7-6    | BK Häcken          | 0-0     | 7-6 (str.) 3-3 e.f.s. |
| HJK                | 1-2    | Molde              | 1-0     | 0-2                   |
| Breiðablik         | 3-8    | F.C. København     | 0-2     | 3-6                   |
| Sheriff Tiraspol   | 2-4    | Maccabi Haifa      | 1-0     | 1-4                   |
| Aris Limassol      | 11-5   | BATE Borisov       | 6-2     | 5-3                   |
| Zrinjski Mostar    | 2-3    | Slovan Bratislava  | 0-1     | 2-2                   |
| Dinamo Zagreb      | 6-0    | Astana             | 4-0     | 2-0                   |

| Hold 1   | Samlet | Hold 2        | 1. kamp | 2. kamp                 |
| -------- | ------ | ------------- | ------- | ----------------------- |
| Dnipro-1 | 3-5    | Panathinaikos | 1-3     | 2-2                     |
| Servette | 7-4    | Genk          | 1-1     | 6-3 (str.) 2-2 (e.f.s.) |

Danske resultater i anden kvalifikationsrunde
| 25. juli 2023 21:15 (19:15 UTC) |

| Breiðablik | 0–2     | F.C. København            |
| ---------- | ------- | ------------------------- |
|            | Rapport | - Larsson 1' - Falk 32' · |

| Kópavogsvöllur, Kópavogur Tilskuere: 1,485 Dommer: Gergő Bogár (Ungarn) |

| 2. august 2023 20:00 |

| F.C. København                                                          | 6–3     | Breiðablik                                               |
| ----------------------------------------------------------------------- | ------- | -------------------------------------------------------- |
| - Gonçalves 33' - Achouri 35' - Larsson 37' - Óskarsson 45+1', 47', 56' | Rapport | - Svanþórsson 9' - Steindórsson 51' - Gunnlaugsson 75' · |

| Parken, København Tilskuere: 20,886 Dommer: Fabio Maresca (Italien) |

### Tredje kvalifikationsrunde
Lodtrækning til tredje kvalifikationsrunde blev gennemført den 24. juli 2023.
I alt 20 hold deltager i tredje kvalifikationsrunde. De inddeles i to spor:
- Champions Path (12 hold): To hold indtræder i denne runde, de øvrige 10 er gået videre fra anden kvalifikationsrunde (Champions Path).
- League Path (8 hold): Seks hold indtræder i denne runde og to hold fra den anden kvalifikationsrunde (League Path).

Seedning baseres på UEFA klubkoefficienten for 2023. For de vindende hold fra anden kvalifikationsrunde, hvis identitet ikke er kendt på tidspunktet for lodtrækningen, benyttes klubkoefficienten for den højest placerede klub. Forinden lodtrækningen dannes en gruppe af seedede og en gruppe af useedede hold. Det hold, der først trækkes første får hjemmebane i den første af de to kampe.
| Seeded | Useeded |
| --- | --- |
| - Vinder af kampen med Dinamo Zagreb[†] - Vinder af kampen med F.C. København[†] - Vinder af kampen med Galatasaray[†] - Vinder af kampen med Qarabağ[†] - Vinder af kampen med Slovan Bratislava[†] - Vinder af kampen med Molde[†] | - Vinder af kampen med Ludogorets Razgrad[†] - Vinder af kampen med Sheriff Tiraspol[†] - Vinder af kampen med BATE Borisov[†] - Sparta Prague - AEK Athen - Vinder af kampen med KÍ[†] |

| Seeded                                        | Useeded                                                                              |
| --------------------------------------------- | ------------------------------------------------------------------------------------ |
| - Rangers - Braga - PSV Eindhoven - Marseille | - Vinder af kampen med Genk[†] - Sturm Graz - Vinder af kampen med Dnipro-1[†] - TSC |

Noter
1. † Vinder af anden kvalifikationsrunde, hvis identitet ikke er kendt på tidspunktet for lodtrækningen.

Den første af de to kampe vil blive spillet den 8. eller 9. august og den anden kamp vil blive spillet den 15. august 2023.
Den samlede vinder af de to kampe går videre til play-off runden i det spor, som holdet er placeret i. Det tabende hold i Champions Path-sporet indtræder i play-off til UEFA Europa League 2023–24, og det tabende hold til League Path-sporet indtræder i gruppespillet til UEFA Europa League 2023–24.
| Hold 1             | Samlet | Hold 2        | 1. kamp   | 2. kamp    |
| ------------------ | ------ | ------------- | --------- | ---------- |
| Raków Częstochowa  | 3-1    | Aris Limassol | 2-1       | 1-0        |
| Slovan Bratislava  | 2-5    | Maccabi Haifa | 1-2       | 1-3        |
| AEK Athen          | 4-3    | Dinamo Zagreb | 2-2e.f.s. | 2-1        |
| Olimpija Ljubljana | 0-4    | Galatasaray   | 0-3       | 0-1        |
| F.C. København     | 7-5    | Sparta Prag   | 0-0       | 7-5 str.   |
| KÍ                 | 2-3    | Molde         | 2-1       | 0-2 e.f.s. |

| Hold 1        | Samlet | Hold 2     | 1. kamp | 2. kamp  |
| ------------- | ------ | ---------- | ------- | -------- |
| Braga         | 7-1    | TSC        | 3-0     | 4-1      |
| Rangers       | 3-2    | Servette   | 2-1     | 1-1      |
| Panathinaikos | 7-5    | Marseille  | 1-0     | 6-5 str. |
| PSV Eindhoven | 7-2    | Sturm Graz | 4-1     | 3-1      |

Danske resultater i tredje kvalifikationsrunde
| 8. august 2023 20:00 |

| F.C. København | 0–0     | Sparta Prag |
| -------------- | ------- | ----------- |
|                | Rapport |             |

| Parken, København Tilskuere: 27.170 Dommer: Benoît Bastien (Frankrig) |

| 15. august 2023 19:00 |

| Sparta Prag                                   | 3–3                      | F.C. København                          |
| --------------------------------------------- | ------------------------ | --------------------------------------- |
| - Birmančević 80' - Laçi 105' - Olatunji 107' | Rapport                  | - Larsson 1' - Claesson 105+2', 112'    |
|                                               | Straffesparkskonkurrence |                                         |
| - Krejčí - Laçi - Kairinen - Sørensen         | 2–4                      | - Diks - Claesson - Boilesen - Bardghji |

| Stadion Letná, Prag Tilskuere: 18.109 Dommer: Serdar Gözübüyük (Nederlandene) |

3–3 samlet. F.C. København vinder 4–2 på straffespark.

### Play-off runde
Lodtrækningen til play-off runden blev afholdt den 7. august 2023.

### Seedning
I alt 12 hold deltager i play-off runden. De er inddelt i to spor:
- Champions Path (8 hold): De seks vindere i tredje kvalifikationsrunde (Champions Path) og 2 indtrædende hold (Young Boys og Antwerp).
- League Path (4 hold): De fire vindende hold i tredje kvalifikationsrunde (League Path).

Seedning af holdene var baseret på deres UEFA koefficient. For de vindere af tredje kvalifikationsrunde, hvis identitet ikke er kendt på tidspunktet for lodtrækningen, blev seedningen afgjort ud fra det højest rangerede hold i hver kvalifikationskamp. Det første hold, der blev trukket, fik hjemmebane i den første af de to kampe.
| Seeded | Useeded |
| --- | --- |
| - Vinder af match 3 AEK Athens/Dinamo Zagreb[†] - Vinder af match 5 F.C. København/Sparta Prag[†] - Young Boys - Vinder af match 4 Olimpija Ljubljana/Galatasaray[†] | - Vinder af match 2 Slovan Bratislava/Maccabi Haifa[†] - Vinder af match 6 KÍ/Molde[†] - Antwerp - Vinder af match 1 Raków Częstochowa/Aris Limassol[†] |

| Seeded                                                                   | Useeded                                                                                        |
| ------------------------------------------------------------------------ | ---------------------------------------------------------------------------------------------- |
| - Vinder af match 2 Rangers/Servette[†] - Vinder af match 1 Braga/TSC[†] | - Vinder af match 4 PSV Eindhoven/Sturm Graz[†] - Vinder af match 3 Panathinaikos/Marseille[†] |

Noter
1. † Vinder af tredje kvalifikationsrunde, hvis identitet ikke er kendt på lodtrækningstidspunktet. Hold i kursiv har besejret et hold med højere koefficient i 3. kval.runde, og har overtaget dette holds seedning.

De første af de to kampe blev spillet den 22. eller 23. august og anden kamp den 29. eller 30. august 2023.
De samlede vindere af de to play-off kampe indtræder i gruppespillet. De tabende hold indtræder i gruppespillet i gruppespillet i Europa League.
| Hold 1            | Samlet | Hold 2         | 1. kamp | 2. kamp |
| ----------------- | ------ | -------------- | ------- | ------- |
| Maccabi Haifa     | 0-3    | Young Boys     | 0-0     | 0-3     |
| Antwerp           | 3-1    | AEK Athen      | 1-0     | 2-1     |
| Raków Częstochowa | 1-2    | F.C. København | 0-1     | 1-1     |
| Molde             | 3-5    | Galatasaray    | 2-3     | 1-2     |

| Hold 1  | Samlet | Hold 2        | 1. kamp | 2. kamp |
| ------- | ------ | ------------- | ------- | ------- |
| Rangers | 3-7    | PSV Eindhoven | 2-2     | 1-5     |
| Braga   | 3-1    | Panathinaikos | 2-1     | 1-0     |

Danske resultater
| 22. august 2023 21:00 |

| Raków Częstochowa | 0–1     | F.C. København         |
| ----------------- | ------- | ---------------------- |
|                   | Rapport | - Racovițan 9' (sm.) · |

| Zagłębiowski Park Sportowy, Sosnowiec Tilskuere: 11.600 Dommer: Irfan Peljto (Bosnien-Hercegovina) |

| 30. august 2023 21:00 |

| F.C. København | 1–1     | Raków Częstochowa |
| -------------- | ------- | ----------------- |
| - Vavro 35'    | Rapport | - Zwoliński 87' · |

| Parken, København Tilskuere: 34.737 Dommer: István Kovács (Rumænien) |

1. ↑  Raków Częstochowa spillede kampen på Zagłębiowski Park Sportowy i Sosnowiec i stedet for på deres normale hjemmebane, Miejski Stadion Piłkarski "Raków", i Częstochowa, der ikke opfylder UEFA's krav.[22]

## Gruppespil
Lodtrækningen til gruppespillet finder sted den 31. august 2023. De 32 hold inddeles i otte grupper med hver fire hold. Til lodtrækningen inddeles holdenes i fire seedningslag baseret på følgende principper:
- Første seedningslag indeholder vinderne af foregående års Champions League og Europa League-turneringer og mestrene for de seks højest rangerede ligaer baseret på 2021–22 koefficienten. Da Manchester City vandt Champions League 2022-23, kommer Feyenoord, vinderen af den 7. liga (Nederlandene), med i gruppe 1.
- Andet, tredje og fjerde seedningslag indeholder resten af de kvalificerede hold og holdene fordeles efter disse koefficient ("CC").[26]

Hold fra samme liga kan ikke deltage i samme gruppe. Union Berlin optræder for første gang i gruppespillet.
| Seedningslag 1 - Manchester City CC: 145.000 - Sevilla CC: 91.000 - Barcelona CC: 98.000 - Napoli CC: 81.000 - Bayern München CC: 136.000 - Paris Saint-Germain CC: 112.000 - Benfica CC: 82.000 - Feyenoord CC: 51.000 | Seedningslag 2 - Real Madrid CC: 121.000 - Manchester United CC: 104.000 - Inter Milan CC: 96.000 - Borussia Dortmund CC: 86.000 - Atlético Madrid CC: 85.000 - RB Leipzig CC: 84.000 - Porto CC: 81.000 - Arsenal CC: 76.000 | Seedningslag 3 - Shakhtar Donetsk CC: 63.000 - Red Bull Salzburg CC: 59.000 - Milan CC: 50.000 - Braga - PSV Eindhoven - Lazio CC: 42.000 - Røde Stjerne CC: 42.000 - F.C. København | Seedningslag 4 - Young Boys - Real Sociedad CC: 33.000 - Galatasaray - Celtic CC: 31.000 - Newcastle United CC: 21.914 - Union Berlin CC: 17.000 - Royal Antwerp - Lens CC: 12.232 |

## Grupper

### Gruppe A
| Pos | Hold              | K | V | U | T | M+ | M- | MF | P | Kvalifikation                |
| --- | ----------------- | - | - | - | - | -- | -- | -- | - | ---------------------------- |
| 1   | Bayern München    | 1 | 1 | 0 | 0 | 4  | 3  | +1 | 3 | Går videre til slutspillet   |
| 2   | F.C. København    | 1 | 0 | 1 | 0 | 2  | 2  | 0  | 1 | Går videre til slutspillet   |
| 3   | Galatasaray       | 1 | 0 | 1 | 0 | 2  | 2  | 0  | 1 | Går videre til Europa League |
| 4   | Manchester United | 0 | 0 | 0 | 0 | 3  | 4  | −1 | 0 |                              |